# Epidemia de dengue de 2019-2021
La epidemia de dengue de 2019-2021 fue una epidemia de la enfermedad del dengue, causada por el virus del dengue (DENV) y transmitida por los mosquitos del género Aedes, en particular la especie Aedes aegypti, que ha provocado una epidemia en varios países del mundo, afectando principalmente al Sudeste Asiático y Latinoamérica. Entre los países con mayor cantidad de enfermos y muertes se incluyen, en la región asiática, Filipinas, Vietnam, Malasia, Bangladés, Tailandia, Camboya, Laos y Singapur, mientras que en América se registró principalmente en Brasil, México, Colombia, Nicaragua, Paraguay, Bolivia y la mayor parte de Centroamérica.
La propagación de la enfermedad ha aumentado en aquellas áreas donde han disminuido los niveles de vacunación, donde no se realizan las medidas de prevención adecuadas, y donde crece la población de mosquitos, que son los principales portadores de la enfermedad, y que pueden reproducirse en grandes cantidades especialmente en climas cálidos y húmedos.

## Enfermedad
El dengue es una enfermedad infecciosa causada por el virus del dengue, perteneciente al género flavivirus, que es transmitida por mosquitos, principalmente por el Aedes aegypti. Existen 4 tipos del virus de dengue. La infección causa síntomas gripales, y en ocasiones evoluciona hasta convertirse en un cuadro potencialmente mortal, llamado dengue grave o dengue hemorrágico.
Es una infección muy extendida que se presenta en todas las regiones de clima tropical del planeta, y últimamente en regiones de clima templado con veranos cálidos y húmedos. En los últimos años la transmisión ha aumentado de manera predominante en zonas urbanas y se ha convertido en un importante problema de salud pública. En la actualidad, más de la mitad de la población mundial está en riesgo de contraer la enfermedad. La prevención y el control del dengue dependen exclusivamente de las medidas eficaces de lucha contra el vector transmisor, el mosquito.

### Transmisión

Proceso de contagio del dengue.

El dengue es una enfermedad transmitida por la picadura de mosquitos hembras infectados del género Aedes, principalmente el Aedes aegypti a nivel mundial, y otros como el Aedes albopictus en el sur de Asia y Europa, o el Aedes niveus en las zonas selváticas de Malasia. Tras un periodo de incubación del virus que dura entre 4 y 10 días, un mosquito infectado puede transmitir el agente patógeno durante toda su vida. Afecta principalmente a países tropicales y subtropicales de Asia, islas del Pacífico, islas del Caribe, México, África, Centro y Sudamérica. La enfermedad se presenta en forma endémica (lo que muchas veces no se detecta) y epidémica, y depende mucho de las precipitaciones, la temperatura y la urbanización rápida sin planificar.
El mosquito, al alimentarse con la sangre de una persona portadora de dengue en su período febril, ingiere el virus, que se multiplica en su interior y, al cabo de unos 10 días, el mosquito puede transmitir la infección a otras personas no inmunes para el serotipo dado. Tras la aparición de los primeros síntomas, las personas infectadas con el virus pueden transmitir la infección durante 4 o 5 días, siendo 12 días el máximo.
El Aedes aegypti vive y deposita sus huevos en el agua, donde se desarrollan sus larvas; a menudo en los alrededores o en el interior de las casas, tanto en recipientes expresamente utilizados para el almacenamiento de agua para las necesidades domésticas como en jarrones, tarros, neumáticos viejos y otros objetos que puedan retener agua estancada; son antropofílicos y se alimentan a la luz del día. El Aedes albopictus se ha propagado por las zonas más frías de Europa gracias a su gran capacidad de adaptación y su toleración a las temperaturas bajas.
El dengue también se puede transmitir por vía sanguínea, es decir, por productos sanguíneos contaminados y por donación de órganos. En algunos países como Singapur, donde el dengue es endémico, el riesgo estimado de transmisión por transfusiones sanguíneas está entre 1,6 y 6 por cada 10 000 transfusiones. La transmisión vertical (de madre a hijo) durante la gestación o en el parto han sido descritas. También se han dado dos casos probables de transmisión sexual, uno de mujer a hombre en Corea del Sur y otro entre hombres en España.

### Gestión

#### Tratamiento
A pesar de que no existía un medicamento específico para tratar esta enfermedad, actualmente sí existe un tratamiento basado en las manifestaciones clínicas que han demostrado reducir la mortalidad. Las nuevas guías de la OMS establecen tres grupos terapéuticos:
- Grupo A: pacientes que pueden ser enviados a su casa porque no tienen alteración hemodinámica, no pertenecen a un grupo de riesgo ni tienen signos de alarma. El manejo se basa en el aumento de la ingesta de líquidos orales se recomienda para prevenir la deshidratación. Para aliviar el dolor y la fiebre es muy importante evitar la aspirina y los fármacos antiinflamatorios no esteroides, ya que estos medicamentos pueden agravar la hemorragia asociada con algunas de estas infecciones, por sus efectos anticoagulantes,[14] en su lugar los pacientes deben tomar acetaminofén para el manejo de la fiebre y el dolor de cabeza

- Grupo B: pacientes con signos de alarma y/o que pertenecen a un grupo de riesgo. Dichos pacientes requieren hospitalización por al menos 72 horas para hacer reposición de líquidos endovenosos, monitoreo estricto de signos vitales, gasto urinario y medición de hematocrito.

- Grupo C: pacientes con diagnóstico de dengue grave, que requieren manejo en Unidades de Cuidado Intensivo.[15]

La búsqueda de tratamientos específicos para la enfermedad ha llevado a académicos a realizar estudios para reducir la replicación del virus, que está relacionada con la gravedad de las manifestaciones clínicas. Existen varios ensayos clínicos en donde se tiene en cuenta la fisiopatología de la enfermedad, que sugiere que los cuadros clínicos graves tienen el antecedente de exposición al virus, que genera una memoria inmunológica. Esta memoria al tener contacto con el virus en una segunda exposición desencadena una respuesta exagerada del sistema inmunológico. Teniendo en cuenta esta explicación de la fisiopatología, se sugiere que medicamentos moduladores de la respuesta inmunitaria como esteroides, cloroquina, ácido micofenólico y la ribavirina inhiben la replicación del virus.

## Casos registrados
*Obs.: La siguiente tabla a continuación refiere como 'casos' al reporte de todos los casos de dengue (sospechosos, probables, confirmados, no grave, grave y muertes).
| País, estado con reconocimiento limitado, territorio dependiente, no incorporado o de ultramar | Epidemia en 2019 | Epidemia en 2019 | Epidemia en 2020 | Epidemia en 2020 | Referencias adicionales |
| País, estado con reconocimiento limitado, territorio dependiente, no incorporado o de ultramar | Casos            | Muertes          | Casos            | Muertes          | Referencias adicionales |
| ---------------------------------------------------------------------------------------------- | ---------------- | ---------------- | ---------------- | ---------------- | ----------------------- |
| Brasil                                                                                         | 2 225 461        | 789              | 1 135 243        | 382              |                         |
| Filipinas                                                                                      | 420 453          | 1565             | 50 169           | 173              |                         |
| Vietnam                                                                                        | 320 702          | 54               | 31 966           | 3                |                         |
| México                                                                                         | 268 458          | 191              | 30 444           | 11               |                         |
| Nicaragua                                                                                      | 186 173          | 30               | 25 882           | 0                |                         |
| Indonesia                                                                                      | 137 761          | 439              | 68 753           | 446              | [ 23 ] [ 24 ]           |
| India                                                                                          | 136 422          | 132              | 65               | 0                | [ 25 ] [ 26 ]           |
| Colombia                                                                                       | 127 553          | 87               | 58 219           | 33               |                         |
| Malasia                                                                                        | 127 407          | 176              | 50 511           | 88               |                         |
| Honduras                                                                                       | 112 708          | 180              | 15 372           | 9                |                         |
| Sri Lanka                                                                                      | 105 049          | 90               | 21 649           | 0                | [ 27 ] [ 28 ]           |
| Bangladés                                                                                      | 101 354          | 156              | 292              | 0                | [ 29 ]                  |
| Tailandia                                                                                      | 98 741           | 106              | 10 938           | 9                | [ 30 ] [ 31 ]           |
| Camboya                                                                                        | 65 000           | 24               | 2566             | 1                |                         |
| Pakistán                                                                                       | 54 386           | 95               | 416              | 0                | [ 32 ] [ 33 ]           |
| Yemen                                                                                          | 52 000           | 192              | 7400             | 59               | [ 34 ] [ 35 ]           |
| Guatemala                                                                                      | 50 432           | 66               | 3899             | 5                |                         |
| Laos                                                                                           | 38 753           | 70               | 1394             | 4                |                         |
| El Salvador                                                                                    | 27 470           | 14               | 3306             | 0                |                         |
| Birmania                                                                                       | 23 203           | 123              | 296              | 0                | [ 36 ] [ 37 ]           |
| China                                                                                          | 22 211           | 0                | 104              | 0                |                         |
| República Dominicana                                                                           | 20 183           | 53               | 3231             | 0                |                         |
| Reunión (ultramar)                                                                             | 18 188           | 14               | 1248             | 0                | [ 38 ] [ 39 ]           |
| Perú                                                                                           | 17 143           | 37               | 27 050           | 37               |                         |
| Bolivia                                                                                        | 16 193           | 23               | 82 793           | 19               |                         |
| Singapur                                                                                       | 16 007           | 20               | 12 363           | 0                | [ 40 ]                  |
| Venezuela                                                                                      | 14 701           | 22               | 3460             | 7                |                         |
| Nepal                                                                                          | 14 662           | 6                | 36               | 0                | [ 41 ] [ 42 ]           |
| Paraguay                                                                                       | 11 811           | 9                | 52 145           | 73               | [ 43 ]                  |
| Costa Rica                                                                                     | 9400             | 0                | 3729             | 0                |                         |
| Panamá                                                                                         | 9225             | 5                | 3304             | 3                |                         |
| Ecuador                                                                                        | 8446             | 2                | 10 475           | 6                |                         |
| Belice                                                                                         | 8302             | 0                | 473              | 0                |                         |
| Jamaica                                                                                        | 7555             | 24               | 643              | 1                |                         |
| Bután                                                                                          | 5400             | 6                | 5                | 0                | [ 44 ]                  |
| Maldivas                                                                                       | 4984             | 0                | 1912             | 0                | [ 45 ] [ 46 ]           |
| Nueva Caledonia (ultramar)                                                                     | 3916             | 2                | 42               | 0                |                         |
| Sudán                                                                                          | 3823             | 11               | ?                | ?                | [ 47 ]                  |
| Cuba                                                                                           | 3259             | 0                | ?                | ?                |                         |
| Guadalupe (ultramar)                                                                           | 3230             | 0                | 5285             | 0                |                         |
| Argentina                                                                                      | 3220             | 0                | 49 525           | 25               | [ 48 ]                  |
| Polinesia Francesa (ultramar)                                                                  | 3196             | 0                | 431              | 0                |                         |
| Islas Marshall                                                                                 | 1635             | 1                | 1659             | 2                | [ 49 ] [ 50 ] [ 51 ]    |
| Martinica (ultramar)                                                                           | 1530             | 0                | 4172             | 0                |                         |
| Australia                                                                                      | 1419             | 0                | 190              | 0                |                         |
| Antigua y Barbuda                                                                              | 1223             | 0                | 341              | 0                |                         |
| Estados Unidos                                                                                 | 1158             | 0                | 127              | 0                |                         |
| Dominica                                                                                       | 1066             | 1                | 37               | 0                |                         |
| Trinidad y Tobago                                                                              | 416              | 0                | 20               | 0                |                         |
| San Martín (ultramar)                                                                          | 260              | 0                | 1508             | 1                |                         |
| Guayana Francesa (ultramar)                                                                    | 250              | 0                | 4358             | 1                |                         |
| Guyana                                                                                         | 230              | 0                | 10               | 0                |                         |
| Mayotte (ultramar)                                                                             | 153              | 0                | 3533             | 16               | [ 47 ] [ 52 ]           |
| Aruba (ultramar)                                                                               | 106              | 0                | 0                | 0                |                         |
| Haití                                                                                          | 93               | 0                | 9                | 0                |                         |
| Surinam                                                                                        | 86               | 0                | 157              | 0                |                         |
| Barbados                                                                                       | 44               | 0                | 0                | 0                |                         |
| Chile                                                                                          | 38               | 0                | 7                | 0                | [ 53 ] [ 54 ]           |
| Puerto Rico (mancomunidad)                                                                     | 30               | 0                | 182              | 0                |                         |
| Bahamas                                                                                        | 27               | 0                | 0                | 0                |                         |
| Islas Turcas y Caicos (ultramar)                                                               | 19               | 0                | 138              | 0                |                         |
| Anguila (ultramar)                                                                             | 6                | 0                | 6                | 0                |                         |
| Bermudas (ultramar)                                                                            | 2                | 0                | 0                | 0                |                         |
| Uruguay                                                                                        | 0                | 0                | 14               | 0                | [ 55 ]                  |
| Total                                                                                          | 4 914 332        | 4692             | 1 960 612        | 1414             |                         |

## Principales países afectados

### África
La epidemia de dengue ha afectado principalmente a los departamentos de ultramar franceses de África Oriental, Mayotte y Reunión. El brote en Reunión tuvo lugar desde principios de 2018, con un total de 24 930 casos autóctonos y 20 muertes asociadas, la mayoría de ellas producidas en 2019, pero para principios de 2020 esos números fueron bajando. Por otro lado, aunque se tenía constancia de un brote desde julio de 2019 en Mayotte, no fue hasta enero de 2020 que se disparó la cantidad de casos, con 3533 reportados del serotipo DEN-1 y 16 muertes a mediados de abril, siendo el mayor brote sufrido en su historia.

### América
La epidemia de dengue en América inició en 2019, que fue un año de récord, afectando especialmente a Brasil y América Central, con más de 3 millones de casos y 1500 muertes, siendo una de las peores registradas en la historia de América Latina y siendo seis veces mayor a los registros de 2018. En 2020 aún persiste la epidemia en ciertos países como Perú, Brasil, Paraguay, en medio de una pandemia de enfermedad coronavirus. Ya se reportan más de 100 000 casos confirmados y 100 muertes en lo que va del año en la región.
El Aedes aegypti se encuentra ampliamente distribuido por toda América, sobre todo en las zonas tropicales. Los únicos países que están libres del vector y del dengue son Canadá y Chile continental. En la isla de Pascua se detectó el primer caso autóctono en el 2002, posiblemente originado a partir de viajeros infectados, al igual que le sucedió en Tahití y Hawái en el 2001, y, desde entonces, se dieron brotes esporádicos.

#### Brasil
Aunque es una enfermedad más común en Brasil, este brote está por encima de las cifras históricas en el país, principalmente en la región de la capital del país, Brasilia, que registró niveles de lluvia en el verano, mucho más altos que en años anteriores.

#### Colombia
La epidemia de dengue en Colombia inició en 2019, en dicho año se registró 87 muertos y 127.553 casos confirmados y para el siguiente año tenía registrado 16 muertos y 41.365 casos confirmados.

#### Perú
La epidemia de dengue en Perú inició en octubre de 2019 en el departamento de Madre de Dios, al sureste del país. Para el 17 de noviembre, según el Ministerio de Salud se tiene registro de 16 fallecidos y 3000 personas infectadas, convirtiéndose en el brote más grave del año.

### Asia

#### Bangladés
En Bangladés, la unidad de Control de Enfermedades Transmisibles (CDC) de la Dirección General de Servicios de Salud (DGHS) realizó una inspección de casas en la ciudad de Daca en enero de 2019, donde encontraron mosquitos Aedes tanto de larvas como adultos en diferentes partes de la ciudad. Según el resultado de la investigación, en marzo de 2019, la DGHS advirtió de un posible brote, alertando a las dos corporaciones de la ciudad sobre un posible brote en los próximos meses. Según el director de los CDC, Sanya Tahmina, también comenzaron a capacitar a los médicos y enfermeras a partir de febrero considerando la posibilidad de un futuro brote. El brote de 2019 en Bangladés comenzó principalmente en abril de 2019. Según la DGHS, 14 personas murieron y 19 513 personas se vieron afectadas en agosto de 2019, la mayoría de los cuales eran niños, y otras fuentes informaron que la cantidad de muertes ya había superado los 50. La DGHS confirmó que el brote que afecta a todos los distritos del país, con Daca como la ciudad más afectada del país y los distritos de la División de Daca entre las regiones más afectadas. El Instituto de Epidemiología, Control e Investigación de Enfermedades (IEDCR) esperaba que el brote continuara hasta septiembre de 2019. En agosto de 2019, el gobierno de Bangladés retiró todos los aranceles sobre las importaciones de kits de prueba de dengue.

#### Malasia
El Ministerio de Salud de Malasia informó que para el 3 de agosto de 2019, el número de casos en Malasia había alcanzado un récord de 80 000 en el año, con 113 muertes reportadas. Las mayores incidencias se registraron en los estados de Selangor, Johor, Kelantan, Sabah, Penang, Sarawak, Negeri Sembilan y Pahang, así como en los territorios federales. El gobierno de Malasia buscó contrarrestar la epidemia liberando mosquitos del género Aedes infectados con la bacteria Wolbachia, que se esperaba redujera la población de mosquitos.

#### Pakistán
En Pakistán, en el verano de 2019, más de 47 personas murieron y más de 30 000 fueron infectadas por el dengue, el peor brote de la enfermedad en la historia del país. En octubre de 2019, el primer ministro Imran Khan dio cuenta del brote y solicitó un informe del asistente especial del primer ministro de los Servicios Nacionales de Salud, Dr. Zafar Mirza. El 10 de octubre de 2019, un banco del Tribunal Superior de Peshawar envió una citación al secretario de salud provincial de Khyber Pakhtunkhwa para explicar la situación relacionada con el brote de dengue en partes de la provincia.

#### Filipinas
En agosto de 2019, Filipinas declaró una epidemia después de que más de 622 personas murieron a causa de la enfermedad en ese país.

#### Vietnam
En Vietnam, los casos de fiebre del dengue se triplicaron con respecto al año anterior, llegando a 88 000 a mediados de julio, con seis muertes. Para el 19 de noviembre, Vietnam había registrado 250 000 casos con 50 muertes. La epidemia es más frecuente en la región sur del país, donde los lugareños almacenan agua de lluvia en contenedores para su uso en la agricultura, proporcionando un caldo de cultivo para los mosquitos.  En la vecina Laos, los casos de fiebre del dengue excedieron los 11 000 a mediados de año, con 27 muertes, lo que llevó al Ministerio de Salud de Laos a recomendar que se drenen los posibles sitios de reproducción de mosquitos.

### Oceanía
En el verano de 2019 se confirmó un brote en Oceanía. Se informaron 276 casos y una muerte en las Islas Marshall, lo que provocó que el gobierno detuviera los viajes entre los centros urbanos de Ebeye y Majuro a las islas exteriores. También se informaron casos de dengue en Australia, Palaos, Estados Federados de Micronesia, las Islas Cook, Tuvalu, el estado estadounidense de Hawái, la Polinesia Francesa y en la Isla de Pascua.